# Гогоберидзе, Леван Давидович
Леван Давидович Гогоберидзе (груз. ლევან დავითის ძე ღოღობერიძე; 9 [21] января 1896, с. Гочаджихаиши, Кутаисская губерния, Российская империя — 21 марта 1937, Тбилиси, Грузинская ССР, СССР) — советский государственный и партийный деятель. Отец кинорежиссёра Ланы Гогоберидзе. Член РСДРП с 1916 года.

## Биография
Родился в селе Гочаджихаиши Кутаисской губернии в семье дворянина. Учился на экономическом отделении Петроградского политехнического института. После Февральской революции 1917 года был заместителем председателя Дживизликского (около Трапезунда) совета.
С февраля 1918 года в Баку; член бюро Бакинского комитета, член Кавказского краевого комитета партии. В мае 1919 года один из руководителей стачки бакинских рабочих против мусаватистов. С 1921 года председатель Тифлисского ревкома, секретарь Тифлисского комитета РКП(б); в 1923—1924 годах заместитель председателя СНК Грузии. В 1924—1925 годах секретарь Аджарского обкома партии.
В 1925—1926 годах находился в Париже на дипломатической и разведывательной работе (цель — разложение грузинской политической эмиграции 1921 год); в 1926—1930 годах секретарь ЦК КП (б) Грузии. В 1930—1934 годах учился в Институте красной профессуры и работал в Наркомснабе СССР. С мая 1934 года — на партийной работе в Ейске, Ростове-на-Дону.
Был делегатом XIII, XV, XVI съездов партии.
Расстрелян в 1937 году.